# Татзелвурм
Татзелвурм е хипотетично същество, за което се смята, че населява територията на Швейцария, Алпите и в редки случаи Скандинавския полуостров.
Сведения за него има още от средновековните и древни митове и легенди, в които се разказва за ламя, дракон или същество с глава на котка, тяло на змия и шипове по гърба, което крадяло добитъка и децата след полунощ. Първото известно наблюдение, което е описано е свързано с Ханс Фукс (1779), който е фермер и земеделец от Австрия. През XIX век наблюденията зачестили, като един от случаите е с Алберт Адолф. Тогава татзелвурма станал по „нахален“ и започнал да напада крайните села, какъвто е и случая с Юлия Зулте и Адам Тотбрих. След 1924 започва все по-рядко да се появява и дори изчезва. Една теория за спирането на атаките на това създание е, че градовете се разраснали и хората започнали да изсичат горите за дървен материал, което унищожава неговата среда на живот. Говори се, че може би има още живи видове в Алпите и недостъпните територии в Централна Европа, но това са само догадки.

## Случаи

### Случаят Ханс Фукс
Той бил на паша с добитъка в Алпите, когато пред него излезли две от тези същества. Те отначало стояли неподвижно и само гледали с големите си очи, когато единият, по-големият, се нахвърлил върху младо агне. Ханс и останалите животни побягнали от страх. Когато се прибрал в дома си разказал всичко треперещ от уплаха.

### Случаят Алберт Адолф
Алберт Адолф бил със синът си за гъби в гората, когато видели в короната на едно дърво да се движи нещо с дълга опашка с тъп край. Алберт помислил, че е змия и хвърлил камък, но когато камъкът ударил съществото, то побягнало и на няколо скока се скрило в гората. Алберт Адолф останал на място, след което взел синът си и веднага побягнал. Като се прибрал разказал на жена си и на брат си, какво е станало и на следващия ден група от четирима ловци и брат му отишли да търсят създанието, но без успех.

### Случаят Юлия Зулте и Адам Тотбрих
През 1903 г. Юлия Зулте и Адам Тотбрих преживели също случка с „Татзелвурм“. Те били излезли пред къщата привечер си и разговаряли, когато от задния двор се чуло съскане и странен рев, след което козите заблеяли уплашени. Адам взел една вила и се спуснал като мислел че е вълк, когато стигнал видял съществото, което било в кошарата с едно младо козле в уста. Адам бил потресен от зловещия вид на създанието, но влязъл в кошарата с вилата и се засилил към него. Татзелвурм обаче скочил и избягал заедно с плячката. Адам все пак успял да го удари, но в опашката.

## Теории
- Смята се, че тетзелвурма е всъщност древно животно живяло след динозаврите и успяло да се адаптира като еволюирало.
- Смята се, че е преходна форма между влечугите и бозайниците.
- Според друга теория, това е родственик на Хийла (американският змей).
- Смята се, че тетзелвурма е родственик на азиатския гигантски саламандър.